# Kaiser Darrin
De Kaiser Darrin was een Amerikaanse sportwagen die door Kaiser Motors in 1954 op de markt gebracht werd. De wagen werd vernoemd naar zowel Henry J. Kaiser, hoofd van Kaiser Motors, als naar zijn ontwerper Howard "Dutch" Darrin.

## Ontwerp
De Kaiser Darrin, die technisch gebaseerd was op de Henry J middenklasser van Kaiser, was een van de laatste realisaties van zijn ontwerper en stond bekend als de tweede Amerikaanse auto met een carrosserie van glasvezel, na de Corvette uit 1953.
De portieren waren ontworpen als schuifdeuren die in de voorvleugels verdwenen wanneer ze geopend werden. Om de constructie van het deurmechanisme zo eenvoudig mogelijk te houden had de wagen geen zijruiten. Het relatief kleine radiatorrooster had de vorm van een taartpunt. De wagen was voorzien van kuipzetels en van een stoffen vouwdak met drie standen (open, halfopen en gesloten), een nieuwigheid in die tijd.
De wagen werd aangedreven door een zes-in-lijn kop/zijklepmotor met een cilinderinhoud van 2639 cc en een vermogen van 66 kW (90 pk), goed voor een topsnelheid van 153 km/u. De motor werd geleverd door Willys-Overland, een dochteronderneming van Kaiser Motors. Tegen meerprijs was een supercharged versie met 125 pk verkrijgbaar. Het motorvermogen werd op de achterwielen overgebracht via een handgeschakelde  drieversnellingsbak.

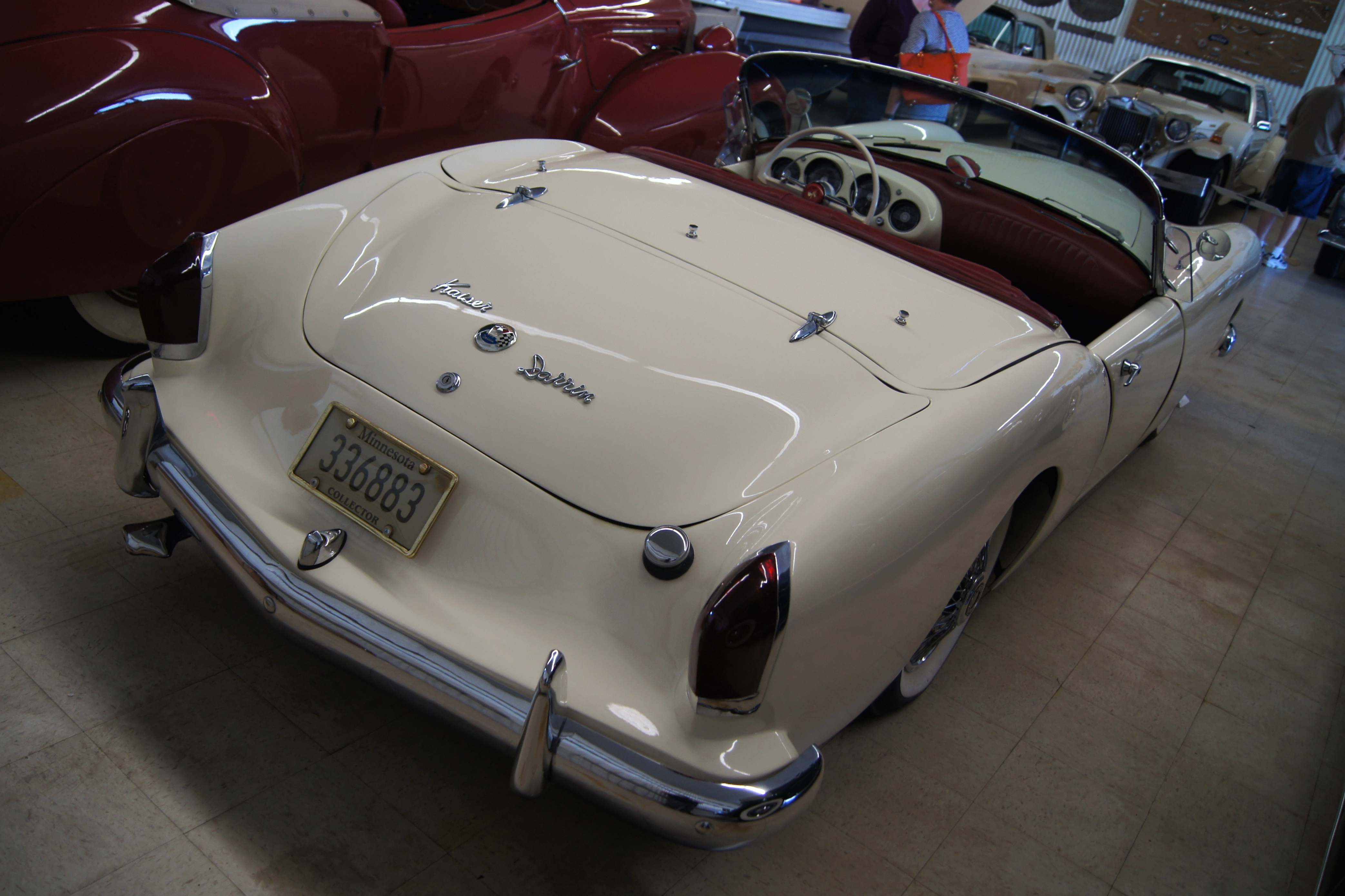
Kaiser Darrin, achteraanzicht
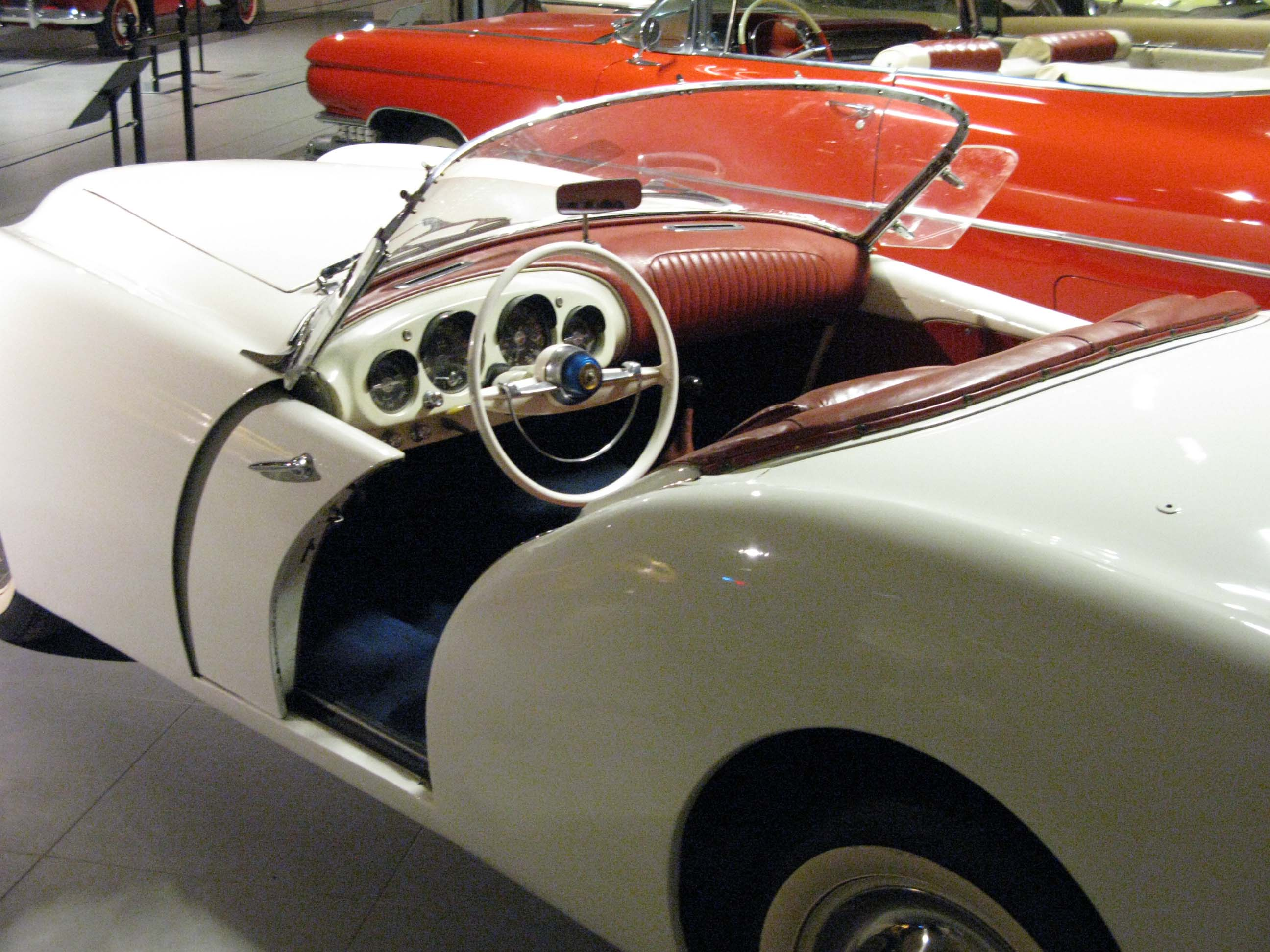
Kaiser Darrin, zijaanzicht met geopende schuifdeur
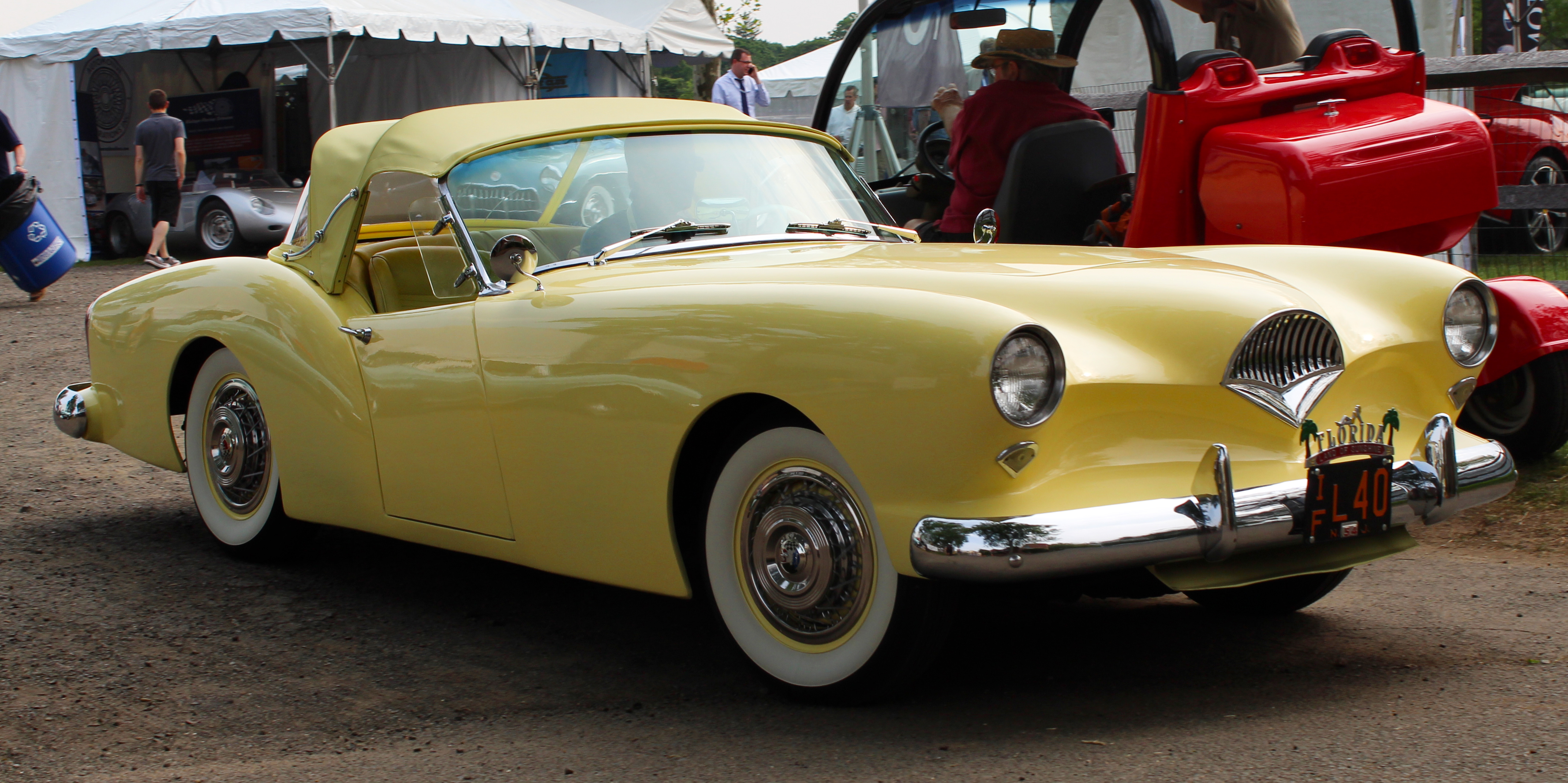
Kaiser Darrin met stoffen vouwdak
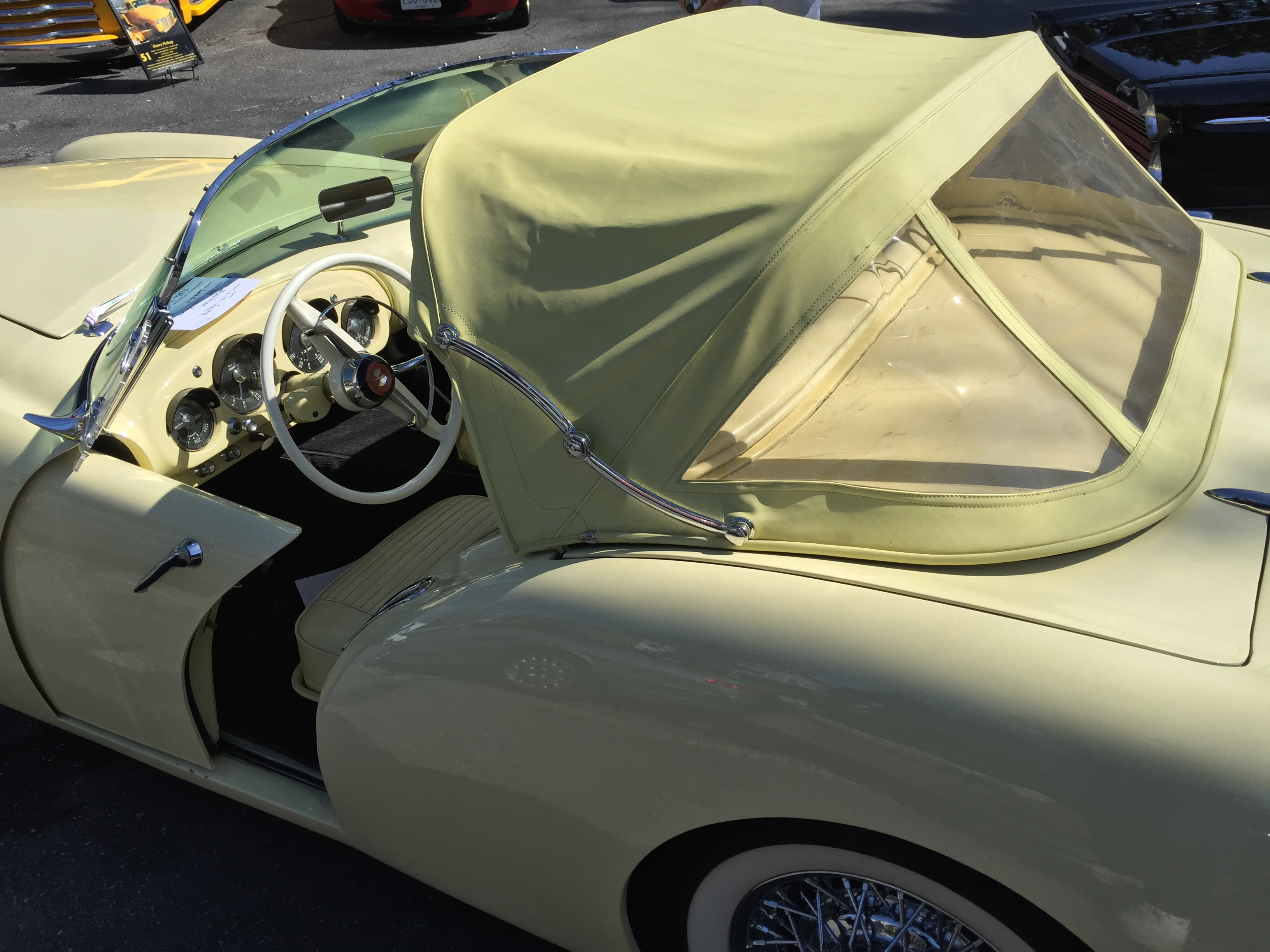
Kaiser Darrin met het vouwdak in halfopen stand

## Historiek
De Darrin was ontstaan als onderdeel van een beweging in Detroit om de concurrentie aan te gaan met geïmporteerde Europese roadsters die in de periode na de Tweede Wereldoorlog in de VS verkocht werden. Andere voorbeelden uit die tijd waren de eerste generaties van de Ford Thunderbird en de Chevrolet Corvette. Hoewel de Darrin een elegante carrosserie had en over het algemeen goed presteerde, was hij niet opgewassen tegen geïmporteerde roadsters zoals de Nash-Healey of de Triumph TR2.
Het prototype van de Darrin werd in september 1952 voorgesteld, twee maanden voordat General Motors de Corvette introduceerde. De reacties van het publiek en de vakpers waren positief. Op de New York Auto Show van 1953 kondigde Kaiser Motors aan dat de Darrin in de herfst beschikbaar zou zijn. De productiemodellen bereikten de showrooms echter pas in januari 1954, nadat de Corvette op de markt was gekomen.
Een van de factoren voor deze vertraging was het gebrek aan een geschikte krachtbron. De standaard aandrijflijn van de Henry J, die gebruikt werd in het prototype van de Darrin, kon niet het vermogen leveren dat van een sportwagen verwacht werd. Pogingen van de Kaiser-ingenieurs om meer vermogen uit de Henry J-motor te persen bleken niet praktisch haalbaar. Na de fusie van Kaiser Motors met Willys-Overland in maart 1953 werd wel een geschikte motor gevonden: de zescilinder Willys Hurricane motor. Maar net toen het motorprobleem opgelost was brak er een staking uit in de Willow Run-fabriek waar de motoren gemaakt werden. Daardoor kon de volledige productielijn pas in december 1953 opgestart worden.
Toen de Darrin eindelijk op de markt kwam doken er meteen een aantal ontwerpproblemen op, vooral met betrekking tot de schuifdeuren. Hoewel het interieur voldoende ruimte bood, was het quasi onmogelijk om via de smalle deuropeningen op een elegante manier in en uit te stappen. Bovendien hadden de schuifdeuren van vroege exemplaren de neiging om vast te lopen. Ook lekten het vouwdak en de zijgordijnen en bleek de verwarming ontoereikend. Hoewel deze laatste twee problemen bij wel meer sportwagens van die tijd voorkwamen, hadden ze een negatieve impact op de verkoop van de Darrin.
Het hoge prijskaartje van de Darrin, het gebrek aan consumentenvertrouwen in Kaiser Motors en problemen in het ontwerp van de wagen resulteerden in een lage verkoop, hoewel sportwagens in die tijd over het algemeen geen hoge verkoopcijfers kenden. Uiteindelijk stopte Kaiser met de productie in augustus 1954.

## Nasleep

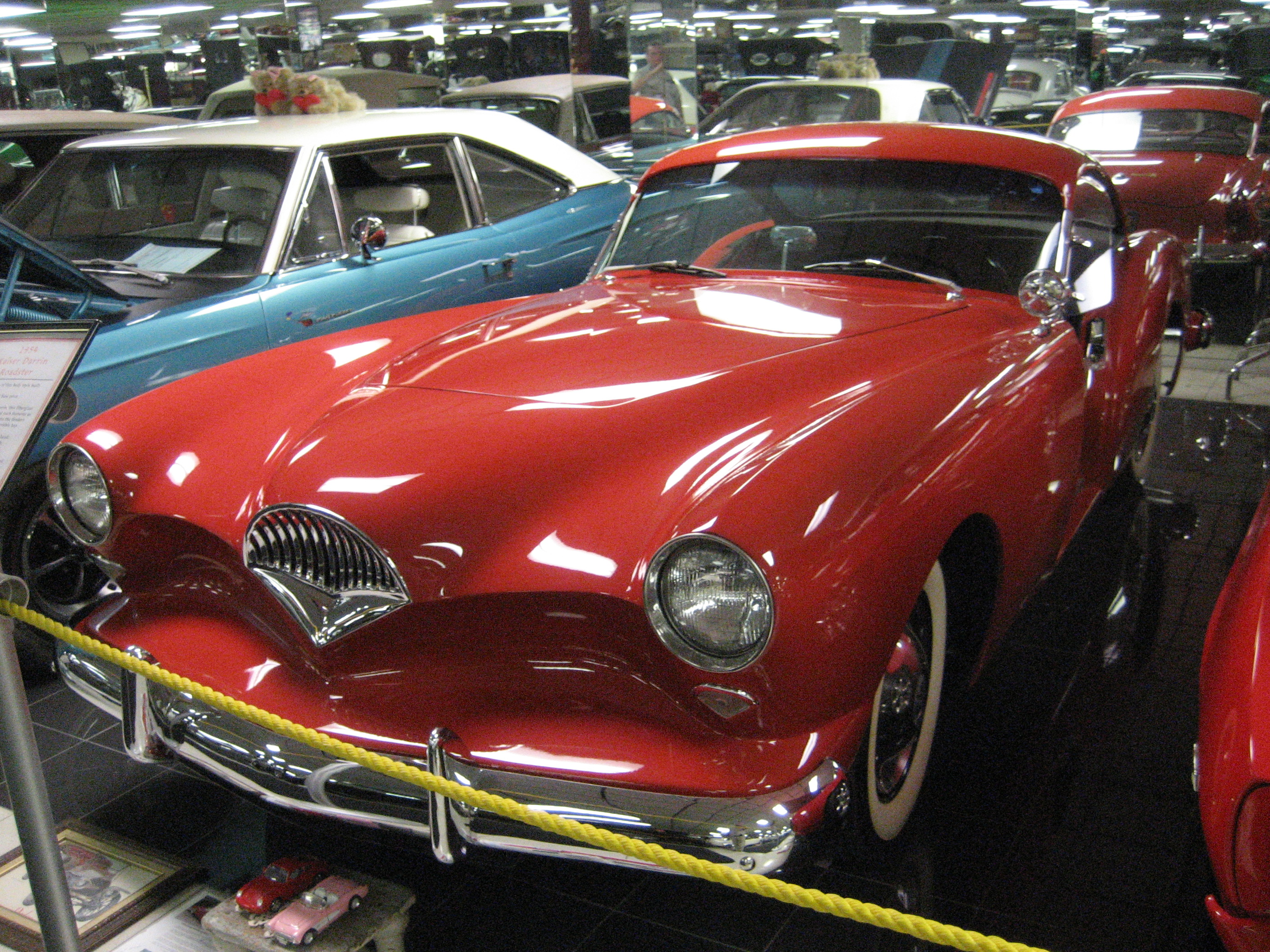
Darrin met verwijderbaar dak in glasvezel

Toen Kaiser Motors in 1955 volledig stopte met het bouwen van personenauto's had het nog een aantal afgewerkte Darrins in voorraad. Howard Darrin verzamelde er zoveel hij kon om ze vanuit zijn eigen showroom in Hollywood te verkopen, tezamen met een vijftigtal afgeschreven exemplaren die in de winter van 1953-54 op het fabrieksterrein van de Kaiser-Willys-fabriek in Toledo onder een laag sneeuw bedolven geraakt waren en waarvan de glasvezelcarrosserie te zwaar was aangestast om nog als nieuw te verkopen.
Howard Darrin monteerde bij verschillende exemplaren een supercharger en meerdere carburateurs. Zes auto's kregen een V8-motor met een vermogen van 305 pk uit de Cadillac Eldorado. Beide conversies verbeterden aanzienlijk de prestaties van de Darrin. De exemplaren met een V8-motor haalden zelfs een topsnelheid van meer dan 230 km/u. Naast het stoffen vouwdak kon de wagen ook geleverd worden met een verwijderbaar dak in glasvezel.
In 1957 ging het laatste exemplaar de deur uit en viel definitief het doek over de Darrin.